# Represaliados del Puente Oñez
Los respresaliados del Puente Oñez fueron catorce vecinos de la provincia de Segovia ejecutados víctimas de procedimientos sumarísimos por el bando sublevado en la localidad de Anaya, al suroeste de la provincia, a la altura del Puente Oñez, en los días y semanas posteriores al inicio de la Guerra Civil en la zona. De ellos, siete lo fueron el mismo día, entre la noche del 30 de agosto y el 1 de septiembre de 1936, cuando fueron sacados de la prisión provincial para ser trasladados, según consta en el Registro Civil, a la de Valladolid. Seis de los siete eran miembros destacados de Izquierda Republicana y el Partido Socialista Obrero Español y habían sido detenidos semanas antes tras triunfar el golpe de Estado en Segovia. Todos fueron ejecutados en el Puente Oñez, donde paró el camión que los transportaba. Además de un jornalero sin adscripción política, se encontraban un maestro, un médico, el secretario de un ayuntamiento, un teniente retirado de la Guardia Civil y los dirigentes de la Casa del Pueblo de Segovia Antonio Hernanz y Manuel González.